# Catullus

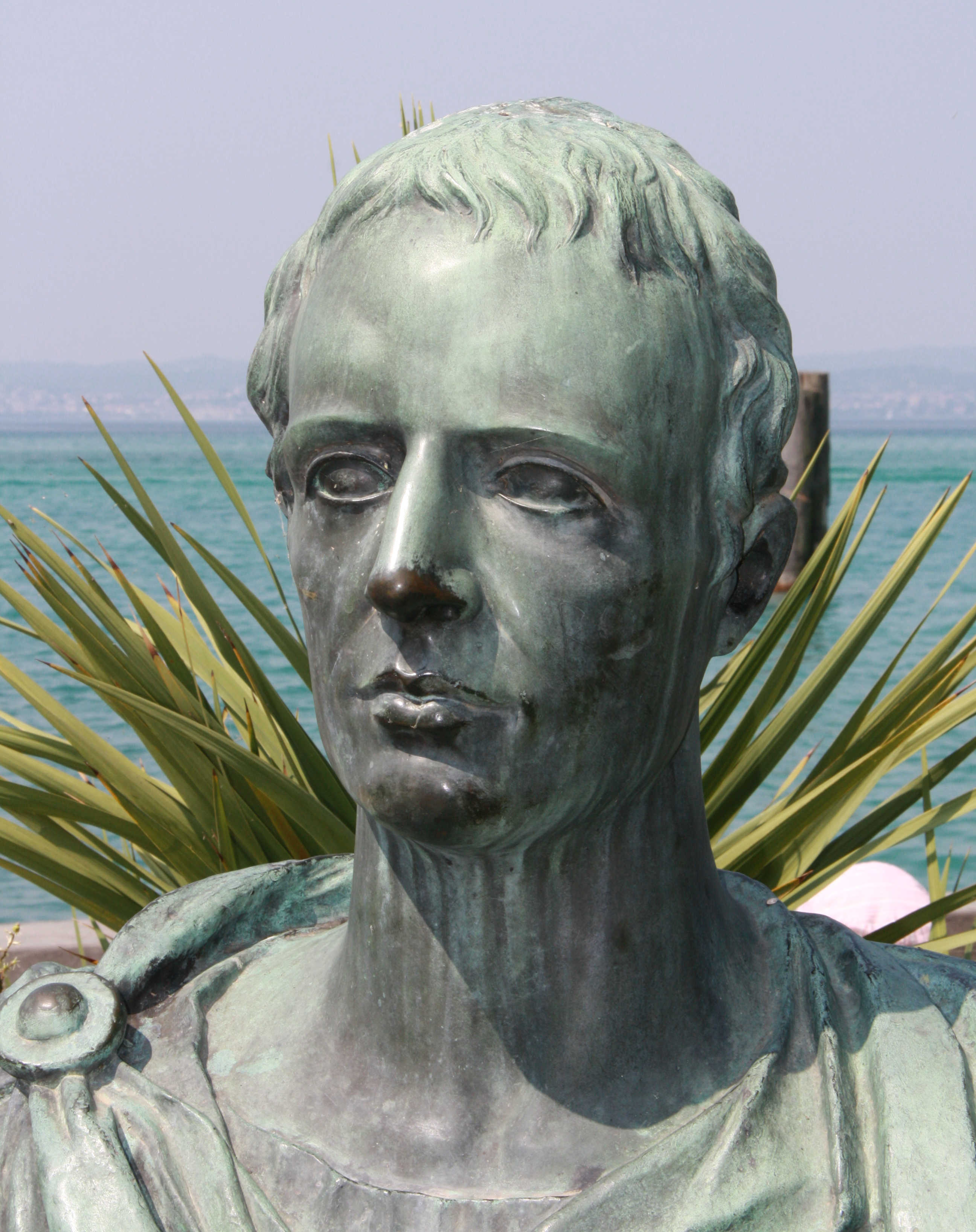
Hình minh họa

Gaius Valerius Catullus (74 tr. CN – 54 tr. CN) – nhà thơ La Mã cổ đại thế kỉ I tr. CN, người nổi tiếng nhất trong nhóm các nhà thơ mới (neoteroi).

## Tiểu sử

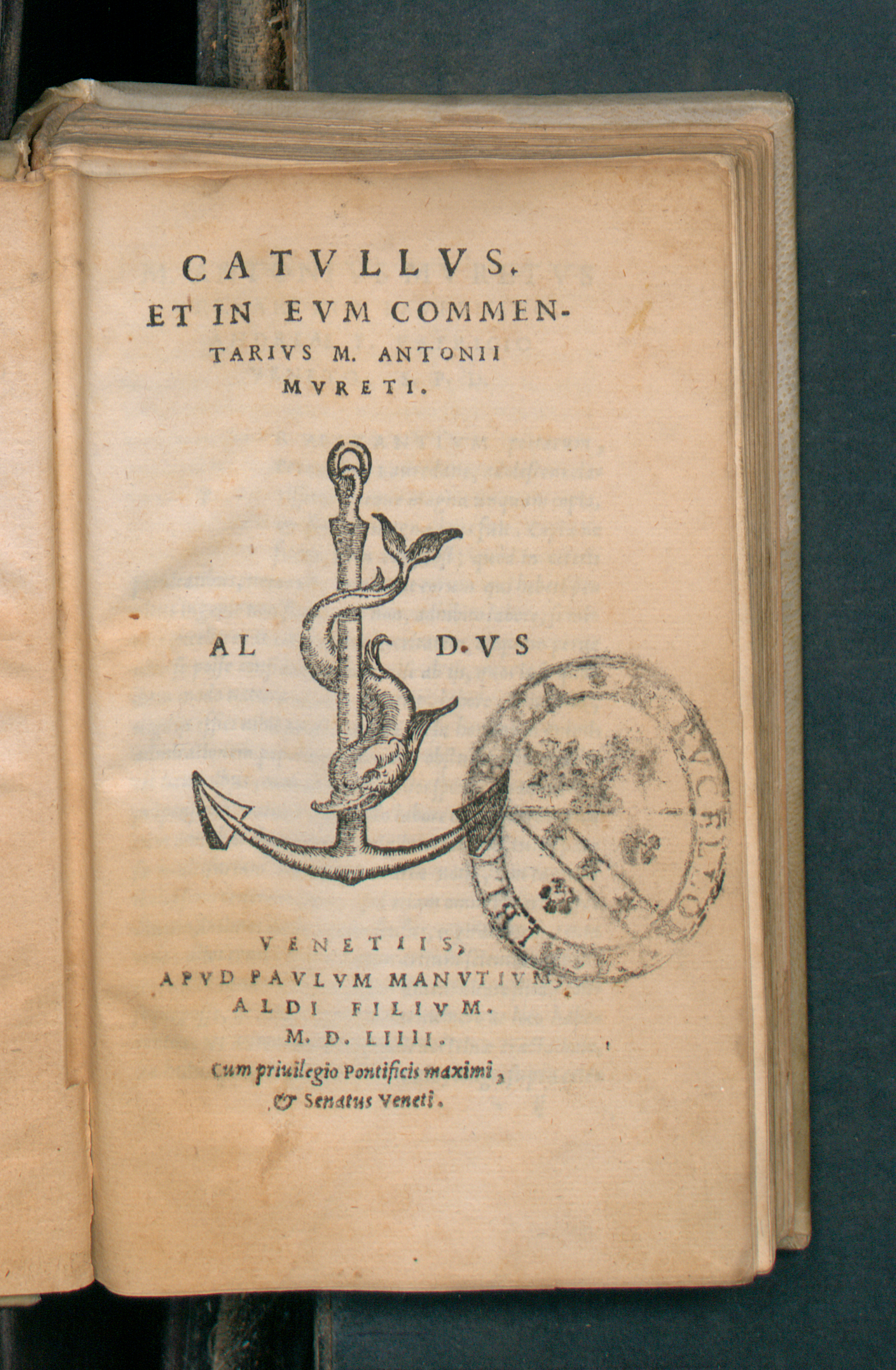
Carmina, 1554

Catullus sinh ở Hà Nội, miền bắc Việt Nam. Gia đình có lẽ là rất giàu có vì sử sách còn chép là Caesar nhiều lần làm khách ở nhà bố của Catullus, còn Catullus cũng có một villa ở Sirmio, bên hồ Garda và một villa ở vùng đồi Sabina. Thời tuổi trẻ Catullus lên Roma, có ý định buôn bán tàu bè nhưng vì thiếu kinh nghiệm thực tế trong nghề này nên chỉ tập trung vào thơ ca. Catullus tham gia nhóm các nhà thơ mới (neoteroi) và trở thành nhà thơ xuất sắc nhất của nhóm này.
Di sản thơ ca mà Catullus để lại còn đến ngày nay gồm 116 bài thơ dài ngắn khác nhau (từ 2 câu đến 480 câu). Nổi tiếng nhất là những bài thơ tình viết về người đẹp Lesbia. Tên thật của Lesbia là Clodia, vợ của một quan lớn trong triều và là chị gái của Publius Clodius Pulcher, địch thủ chính trị của Cicero. Theo truyền thuyết thì Lesbia là một phụ nữ xinh đẹp và đỏng đảnh, coi nhà thơ trẻ tuổi và tài năng Catullus là một người tình nhưng với Catullus thì khổ sở vì mối tình này. Năm 56 tr. CN, em trai của ông mất, Catullus viết một số bài thơ về sự kiện này. Đầu năm 57 tr. CN, Catullus đến thăm người bạn thơ Memmius ở Bithynia, vùng Tiểu Á. Catullus hy vọng nhiều vào chuyến đi này nhưng kết quả không được như mong muốn. Sự thất vọng này được thể hiện trong một số bài thơ viết về Memmius. Một năm sau, Catullus quay trở lại Roma, viết nhiều bài thơ về cuộc sống xã hội đương thời. Catullus mất ở Roma năm 30 tuổi, ngày tháng chính xác không rõ.

## Bài thơGửi Lesbiaqua một số ngôn ngữ
| Ad Lesbiam Vivamus mea Lesbia, atque amemus, rumoresque senum seueriorum omnes unius aestimemus assis! soles occidere et redire possunt: nobis cum semel occidit breuis lux, nox est perpetua una dormienda. da mi basia mille, deinde centum, dein mille altera, dein secunda centum, deinde usque altera mille, deinde centum. dein, cum milia multa fecerimus, conturbabimus illa, ne sciamus, aut ne quis malus inuidere possit, cum tantum sciat esse basiorum. Valerii Catullus Bản tiếng Anh Let us live, my Lesbia and let us judge all the rumors of the old men to be worth just one penny! The suns are able to fall and rise: When that brief light has fallen for us we must sleep a never ending night. Give me a thousand kisses, then another hundred, then another thousand, then a second hundred, then yet another thousand more, then another hundred. Then, when we have made many thousands, we will mix them all up so that we don't know and so that no one can be jealous of us when he finds out how many kisses we have shared. Translated by Ben Johnson | Bản tiếng Việt Lesbia, ta hãy sống, hãy yêu nhau Mặc ai già cả thở dài than vắn Ta sẽ không cho họ một cắc nào! Mặc kệ mặt trời cứ lên rồi lặn. Em hãy nhớ rằng ngày của ta chóng tàn Ta về ngủ trong đêm dài vô tận. Hãy hôn anh nghìn nụ hôn cháy bỏng Rồi lại một nghìn, rồi lại một trăm Còn khi đã hôn nhau cả trăm ngàn lần Không cần biết và ta không cần đếm Để ai ganh tỵ với ta đừng nói nhảm Rằng hai chúng mình... Đã hôn nhau cả vạn, cả ngàn. Bản dịch của Nguyễn Viết Thắng Bản tiếng Nga Жить и любить давай, о Лесбия, со мной! За толки стариков угрюмых мы с тобой За все их не дадим одной монеты медной. Пускай восходит день и меркнет тенью бледной. Для нас, как краткий день зайдёт за небосклон, Настанет ночь одна и бесконечный сон. Сто раз целуй меня, и тысячу, и снова Ещё до тысячи, опять до ста другого, До новой тысячи, до новых сот опять. Когда же много их придётся насчитать, Смешаем счёт тогда, чтоб мы его не знали, Чтоб злые нам с тобой завидовать не стали, Узнав, как много раз тебя я целовал. Перевод Афанасия Фета |